# 津野裕子
津野 裕子（つの ゆうこ、1966年2月5日 - ）は、日本の漫画家、同人作家。
富山県高岡市出身。富山県立高岡工芸高等学校デザイン科卒業。

## 来歴
1966年2月5日、富山県高岡市に生まれる。子供のころから絵を描くのが好きであり、富山県立高岡工芸高等学校デザイン科在籍時では、同人作家としても活動し、同級生と同人誌を作っていた。
高校卒業後に服飾メーカーに就職したが、絵の道に進もうと思い、1年半で退社。1986年、『ガロ』（青林堂）に「冷蔵庫」が掲載され、デビューを果たす。ほぼ同時期に『別冊マーガレット』（集英社）でもデビューした。1年半ほどアルバイトなどをしながら漫画を描く生活を続けた後、地元の広告会社に就職する。以後、会社に勤めながら平日深夜や土日に漫画を執筆し、主に『ガロ』に作品を発表していった。
『ガロ』の休刊からの1998年、2000年の復刊時も寄稿し続けた、数少ない『ガロ』出身作家であった。
簡素な線の独特な絵柄、夢と現実の境目がどんどん曖昧になっていくような感覚などが特徴とされる。本人は、影響を受けた漫画家として、チャールズ・M・シュルツ、萩尾望都、高野文子、大友克洋を挙げている。

## 作品リスト

### 単行本
- 『デリシャス』青林堂、1988年
- 『雨宮雪氷』青林堂、1994年
- 『鱗粉薬』青林堂、2000年
  - （増補改訂版）創英社、2009年
- 『一角散』青林工藝舎、2008年

### 漫画作品
- 冷蔵庫（『ガロ』1986年5月号）[注 1] - デビュー作
- デリシャス（『ガロ』1986年10月号）[注 1]
- ペプラム（『ガロ』1986年11月号）[注 1]
- 私には居留守をして下さい（『ガロ』1986年12月号）[注 1]
- シタールの夜（『ガロ』1987年2･3月号）[注 1]
- 落日は雲の奥（『ガロ』1987年4月号）[注 1]
- 少女と激情（『ガロ』1987年6月号）[注 2]
- 星と蝉（『ガロ』1987年7月号）[注 1]
- ドルック・パ（『ガロ』1987年9月号）[注 2]
- サンドイッチまんが（『ガロ』1987年10月号）[注 1]
- 時の墓地（『ガロ』1987年11月号）[注 1]
- 赤の広場（『ガロ』1987年12月号）[注 1]
- Merry Merry Christmas（『ガロ』1988年1月号）	[注 1]
- 落日は雲の奥 その2（『ガロ』1988年2･3月号）[注 1]
- テンリトルプリンセス（『ガロ』1988年4月号）[注 1]
- 人畜無害（『ガロ』1988年5月号）[注 2]
- あなたはかわいいシマシマちゃん（『ガロ』1988年6月号）[注 1]
- 黄道光の彩光調（単行本描き下ろし）[注 1]
- 噴水少女（『ガロ』1988年7月号）[注 2]
- やってきた魚男 第4の倉庫（『ガロ』1988年10月号）[注 3]
- 水晶内反射角度の神経音楽（『ガロ』1988年12月号）[注 3]
- 咲き忘れた花にも約束の目印（『ガロ』1989年1月号）[注 3]
- 紋のある白いチョウ（『ガロ』1989年6月号）[注 2]
- 自分の熱（『ガロ』1989年7月号、9月号）[注 2]
- 糸をもたないアリアドネ（『ガロ』1989年10月号、1990年1月号 - 2･3月号）[注 2]
- 遠き山に日は落ちて（『ガロ』1990年4月号）[注 2]
- ”ザ・ウーマン”イン・ザ・ムーン（『ガロ』1990年8月号）[注 3]
- 岩波君の夢（『ガロ』1990年12月号 - 1991年1月号）[注 3]
- 熱帯日本（『Girl Beans』（すたんだっぷ編集部）SPRING1）[注 2]
- 紅白更紗（『ガロ』1991年7月号）[注 3]
- 水槽物（『ガロ』1991年7月号）[注 3]
- ENERGY(Remix)（『ガロ』1991年9月号）[注 4]
- B.S.C隊と湖底魔人（『ガロ』1991年11月号）[注 3]
- 夕映えをさがしに（『イマージュ』（百夜書房））[注 2]
- 喜見城（『ガロ』1992年1月号）[注 3]
- B.S.C隊14団の救助訓練（『ガロ』1992年8月号）[注 3]
- TWENTIETH CENTURY FOX（『イマージュ』Vol.9）[注 2]
- 雨宮雪氷（『ガロ』1993年9月号）[注 3]
- GENTLE WATER（『イマージュ』Vol.12）[注 2]
- A TASTE OF HONEY（『ガロ』1994年4月号）[注 3]
- スロー・ホット・ウインド（『ガロ』1994年8月号）[注 4]
- TASTE OF HONEY その2（単行本描き下ろし）[注 3]
- ウィスパ・リング・サマー（『イマージュDX』）[注 2]
- A TASTE OF HONEY 3（『ガロ』1996年1月号）[注 4] - 単行本収録時、「A TASTE OF HONEY―帰宅」に改題
- A TASTE OF HONEY 4（『ガロ』1996年7月号）[注 4] - 単行本収録時、「A TASTE OF HONEY―フロート」に改題
- PALE BERYL（『ガロ』1997年5月号）[注 4]
- ファンテール（『ガロ』1998年1月号）[注 4]
- カナリア（『ガロ』1998年2月号）[注 4]
- きくかてん（『ガロ』1998年3月号）[注 4]
- Identical Twin's Garden（『ガロ』1998年4月号）[注 4]
- ミラースクライング（『ガロ』1998年5月号）[注 4]
- サンディッシュ・メモ（『ガロ』1998年6月号）[注 4]
- 逆しま（『ガロ』1998年7月号）[注 4]
- 水海（みずうみ）（『ガロ』1998年8月号 - 9月号、単行本描き下ろし）[注 5]
- エリクシル（『コミックエデン』（兎菊書房）Vol.1）[注 6]
- スイングシェル（『ガロ』2000年4月号）[注 4]
- 鱗粉薬（『ガロ』2000年5月号）[注 4]
- シトリンシトロン（『ガロ』2000年6月号）[注 4]
- 身を横たえて（『ガロ』2000年7月号）[注 4]
- ミラースクライングII（『ガロ』2000年8月号）[注 4]
- 季節風（『ガロ』2000年9月号）[注 4]
- ひりひりする【緑】（『ガロ』2000年10月号）[注 4]
- turbidity（『ガロ』2000年11月号）[注 6]
- ねこのゆくえ（『ガロ』2000年12月号）[注 6]
- トランス・トランス（『ガロ』2001年1月号）[注 6]
- こうもり（『ガロ』2001年2月号）[注 6]
- 双生児の窓（『ガロ』2001年3月号）[注 6]
- 流感の流行り（『ガロ』2001年5月号）[注 6]
- 乙女椿（『ガロ』2001年6月号）[注 6]
- ジェミニ（『ガロ』2001年8月号、10月号）[注 6]
- ダム、スワン（『ガロ』2001年12月号）[注 6]
- ウインターロマンス（『ガロ』2002年2月号）[注 2]
- 百日紅白（『ガロ』2002年4月号）[注 6]
- ゆーたん（『ガロ』2002年7月号）[注 6]
- 救命一角散（『アックス』（青林工藝舎）Vol.61、2008年）[注 6]
- セルピエンテ・ドゥルミエンテ（単行本描き下ろし）[注 6]

### 挿絵
- 千野帽子『文藝ガーリッシュ』 - 『東京新聞』連載時には挿絵が掲載されていたが、単行本には収録されていない。